# Fluierar de lac

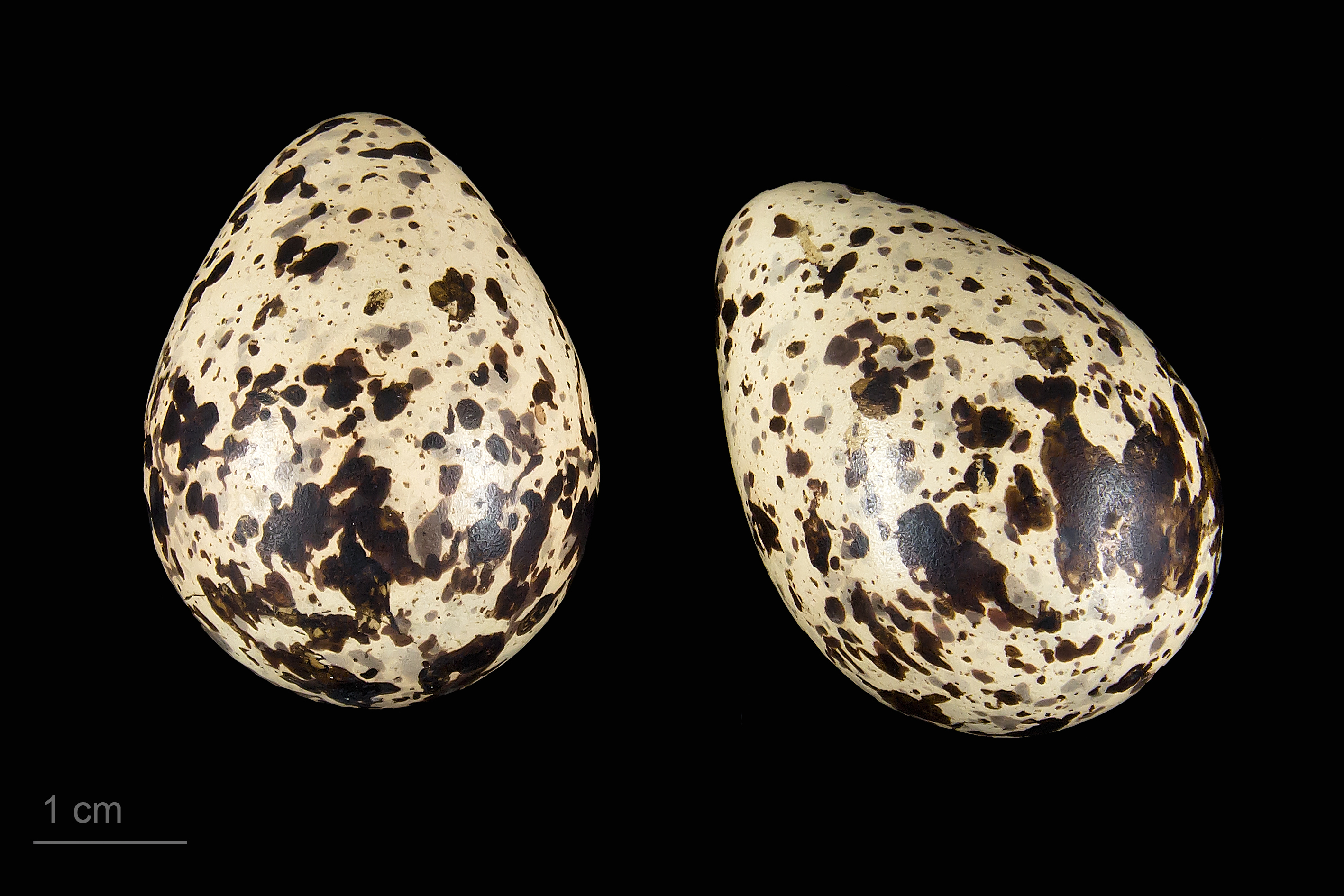
Tringa stagnatilis - MHNT

Fluierarul de lac (Tringa stagnatilis) este o pasăre migratoare limicolă din familia scolopacidelor (Scolopacidae), ordinul caradriiformelor (Charadriiformes) care cuibărește în pajiștile umede și mlaștinile cu apă dulce sau salmastre din Europa de Est (mai ales în Ucraina și Rusia), Asia Centrală și Siberia. Iernează în regiunile mediteraneene din sud-vestul Europei, pe coastele jumătății sudice ale Africii, din sudul Asiei și al Australiei. Are o talie de 23 cm, spatele este cafeniu-lutos cu pete lunguiețe mai închise, pieptul și abdomenul sunt albe. Ciocul este fin și drept. Picioarele sunt foarte subțiri și lungi. Se hrănește cu pești mici, viermi, crustacee, moluște și insecte acvatice și terestre.
În România cuibărește rar în sărăturile și grindurile înierbate din Delta Dunării și jurul lacurilor dobrogene; este mai numeros în pasaj. 